# Linda Christian
Blanca Rosa Henrietta Stella Welter Vorhauer, conhecida artisticamente como Linda Christian (Tampico, 13 de novembro de 1923 - Palm Springs, 22 de julho de 2011) foi uma atriz mexicana que fez sucesso no cinema americano.

## Biografia
Seu pai, Gerardus Jacob Welter (1904–1981), era um executivo holandês da empresa petrolífera Royal Dutch Shell e sua mãe Blanca Rosa Vorhauer Villalobos (1901-1992) era mexicana, descendente de espanhóis, alemães e franceses. Viveu na Europa, na América Latina e na África e falava sete idiomas. Apelidada de "Bomba Anatômica" pela Revista Life, Linda fez vários filmes de sucesso de bilheteria, como: "A Marca do Zorro" (1940), "Tarzan e as Sereias" (1948) e "Testemunha de Acusação" (1957), entre outros. Em "Casino Royale" (1954) fez o papel da primeira Bond girl, em uma adaptação televisiva da clássica história do detetive 007.
Foi casada com os atores: Tyrone Power e Edmund Purdom.
Morreu em julho de 2011, aos 87 anos de idade em decorrência de um câncer.